# Calathea ischnosiphonoides
Calathea ischnosiphonoides är en strimbladsväxtart som beskrevs av H.A.Kenn. Calathea ischnosiphonoides ingår i släktet Calathea och familjen strimbladsväxter. Inga underarter finns listade.